# 불교 용어 목록 (시)

바로가기:
ㄱ
경
구
ㄴ
ㄷ
ㄹ
ㅁ
명
무
묵
ㅂ
불
ㅅ
삼
삽
선
소
수
시
심
ㅇ
오
온
유
육
이
ㅈ 

정
지
ㅊ
ㅋ
ㅌ
ㅍ
ㅎ

## 시
시(時)는 시간(時間)의 다른 말이다.

## 시간
불교에서는 일체의 유위법이 생멸변화할 때의 그 변화상태를 가설(假說)적으로 이름하여 시간(時間, 산스크리트어: काल kāla) 또는 시(時)라고 한다. 세로(世路, 산스크리트어: adhvan)라고도 한다. 세로(世路)는 시간[世]이란 유위제법을 근거[路]로 한다는 뜻이다.

## 시라
시라(尸羅)는 산스크리트어 실라(śīla)의 한자어 음역으로, 계(戒) · 율(律) · 계행(戒行) · 계율(戒律)이라고 번역한다. 고타마 붓다가 제정한 법을 지켜 과실(過失)이 없게 하고 악(惡)을 멀리 떠나는 것을 뜻한다. 달리 말하면, 지켜야 할 규범 또는 행해야 할 선(善)을 뜻한다.
계 · 정 · 혜 3학 가운데 계에 해당하며 보시 · 지계 · 인욕 · 정진 · 선정 · 지혜의 6바라밀 가운데 지계에 해당한다. 불교 논서에서 흔히 3학을 가리켜 '시라 등[尸羅等]'이라고 표현한다. 《현종론》에 따르면, 공덕(功德)이란 '시라(尸羅) 등'을 말한다. 즉 계 · 정 · 혜 3학을 말한다. 그리고 유덕자(有德者) 즉 공덕 있는 자란 3학을 갖춘 자, 즉 스승을 말한다.

## 시멸
시멸(恃篾)은 자부할 시(恃)와 멸시할 멸(篾)이 합쳐진 낱말로, 스스로 자부하면서 남을 업신여기는 것을 말한다. 자신을 높이고 뽐내는 것을 뜻하는 고거(高舉)와 함께 만(慢)의 마음작용의 본질적 성질을 이룬다.

## 식
부파불교의 설일체유부의 논서 《아비달마품류족론》 제3권에 따르면,
식(識) 즉 마음은 안식(眼識) · 이식(耳識) · 비식(鼻識) · 설식(舌識) · 신식(身識) · 의식(意識)의 6식신(六識身)을 말한다.
안식(眼識)은 안근[眼]과 색경[色]을 연(緣: 원인 또는 간접적 원인)으로 하여 생겨나는 안근의 인식[眼識]을 말한다. 이 때 안근이 증상(增上) 즉 소의(所依)가 되고 색경이 소연(所緣)이 된다. 안근에 의해 인식[識]되는 색경에 대한[於眼所識色] 모든 이정당요별(已正當了別) 즉 과거의 요별[已了別] · 현재의 요별[正了別] · 미래의 요별[當了別]을 통칭하여 안식(眼識)이라 이름한다.
이식(耳識)은 이근[耳]과 성경[聲]을 연(緣: 원인 또는 간접적 원인)으로 하여 생겨나는 이근의 인식[耳識]을 말한다. 이 때 이근이 증상(增上) 즉 소의(所依)가 되고 성경이 소연(所緣)이 된다. 이근에 의해 인식[識]되는 성경에 대한[於耳所識聲] 모든 이정당요별(已正當了別) 즉 과거의 요별[已了別] · 현재의 요별[正了別] · 미래의 요별[當了別]을 통칭하여 이식(耳識)이라 이름한다.
비식(鼻識)은 비근[鼻]과 향경[香]을 연(緣: 원인 또는 간접적 원인)으로 하여 생겨나는 비근의 인식[鼻識]을 말한다. 이 때 비근이 증상(增上) 즉 소의(所依)가 되고 향경이 소연(所緣)이 된다. 비근에 의해 인식[識]되는 향경에 대한[於鼻所識香] 모든 이정당요별(已正當了別) 즉 과거의 요별[已了別] · 현재의 요별[正了別] · 미래의 요별[當了別]을 통칭하여 비식(鼻識)이라 이름한다.
설식(舌識)은 설근[舌]과 미경[味]을 연(緣: 원인 또는 간접적 원인)으로 하여 생겨나는 설근의 인식[舌識]을 말한다. 이 때 설근이 증상(增上) 즉 소의(所依)가 되고 미경이 소연(所緣)이 된다. 설근에 의해 인식[識]되는 미경에 대한[於舌所識味] 모든 이정당요별(已正當了別) 즉 과거의 요별[已了別] · 현재의 요별[正了別] · 미래의 요별[當了別]을 통칭하여 설식(舌識)이라 이름한다.
신식(身識)은 신근[身]과 촉경[觸]을 연(緣: 원인 또는 간접적 원인)으로 하여 생겨나는 신근의 인식[身識]을 말한다. 이 때 신근이 증상(增上) 즉 소의(所依)가 되고 촉경이 소연(所緣)이 된다. 신근에 의해 인식[識]되는 촉경에 대한[於身所識觸] 모든 이정당요별(已正當了別) 즉 과거의 요별[已了別] · 현재의 요별[正了別] · 미래의 요별[當了別]을 통칭하여 신식(身識)이라 이름한다.
의식(意識)은 의근[意]과 법경[法]을 연(緣: 원인 또는 간접적 원인)으로 하여 생겨나는 의근의 인식[意識]을 말한다. 이 때 의근이 증상(增上) 즉 소의(所依)가 되고 법경이 소연(所緣)이 된다. 의근에 의해 인식[識]되는 법경에 대한[於意所識法] 모든 이정당요별(已正當了別) 즉 과거의 요별[已了別] · 현재의 요별[正了別] · 미래의 요별[當了別]을 통칭하여 의식(意識)이라 이름한다.

## 식수음
식수음(識受陰)은 식취온(識取蘊)의 다른 말이다.

## 식취온
식취온(識取蘊)은 유위법의 무더기 중 하나인 식온(識蘊: 마음·의식 무더기)이 유루에 통한 경우로, 취(取: 번뇌)로 생겨나고 취(取: 번뇌)의 부림을 받으며 취(取: 번뇌)를 낳는 마음·의식 무더기라는 의미에서 식취온(識取蘊: 몸·물질 번뇌 무더기)이라 부른다.
(참고: 5온, 5무루온, 5취온)

## 신
신(信, 산스크리트어: śraddhā, 팔리어: saddhā)은 설일체유부의 5위 75법에서 심소법(心所法: 46가지) 중 대선지법(大善地法: 10가지) 가운데 하나이며, 유식유가행파와 법상종의 5위 100법에서 심소법(心所法: 51가지) 중 선심소(善心所: 11가지) 가운데 하나이다. 설일체유부에 따르면, 신(信)은 마음을 청정(淸淨)하게 하는 것, 즉 마음을 맑고 깨끗하게 하는[澄淨] 의식작용(마음작용)이다.

## 신견
신견(身見)은 유신견(有身見)의 다른 말이다.

## 신경안
신경안(身輕安)는 신경안(身輕安) · 심경안(心輕安)의 2경안(二輕安) 가운데 하나이다. 문자 그대로의 뜻은 '몸의 가볍고 편안함' 또는 '육체의 가볍고 편안함'인데, 안식 · 이식 · 비식 · 설식 · 신식의 5식(五識)과 상응하는 경안(輕安)의 마음작용을 말한다.

## 신구
신구(身具)는 신(身)과 구(具)를 통칭하는 말로서, 신(身)은 5근 또는 6근의 근(根)을 뜻하고, 구(具)는 5경 또는 6경의 경(境)을 뜻한다.
한자어 구(具)는 두 손으로 물건(物件)을 바치는 모양의 글자와 貝(패: 물건이나 돈)가 합쳐진 회의문자로, '물건(物件)을 공급하여 모자라지 않도록 하다 → 갖추다 → 갖추어짐'의 뜻이 되었다. 이와 같이 어원적으로 볼 때, 구(具)는 물건 또는 사물, 즉 경(境)을 뜻한다.
5온의 문맥에서 신구(身具)라고 할 때는, 신구는 내외의 색온[內外色蘊] 즉 안근 · 이근 · 비근 · 설근 · 신근의 5근(五根)과 색경 · 성경 · 향경 · 미경 · 촉경의 5경(五境)을 말한다.
12처와 18계의 문맥에서 신구(身具)라고 할 때는, 신구는 6내처와 6외처 즉 안근 · 이근 · 비근 · 설근 · 신근 · 의근의 6근(六根)과 색경 · 성경 · 향경 · 미경 · 촉경 · 법경의 6경(六境)을 말한다.

## 신무감임성
신무감임성(身無堪任性)의 문자 그대로의 뜻은 '몸의 감임하지 못하는 성질' 또는 '몸을 감임하지 못하는 상태로 만드는 성질'로, 《아비달마구사론》에 따르면 신무감임성은 번뇌성의 마음작용인 혼침(惛沈)의 본질적 성질[性]을 이루는 6가지 성질인 신중성(身重性: 몸이 무거움) · 심중성(心重性: 마음이 무거움) · 신무감임성(身無堪任性: 몸이 민활하지 못함) · 심무감임성(心無堪任性: 마음이 민활하지 못함) · 신혼침성(身惛沈性: 몸이 혼미하거나 침울함) · 심혼침성(心惛沈性: 마음이 혼미하거나 침울함) 가운데 하나이다. 신무감임성(身無堪任性) 즉 몸이 민활하지 못하다는 것은 실제로는 전5식이 민활하지 못하다는 것을 달리 표현한 것으로, 이것은 전5식과 상응하는 수(受)의 마음작용을 신수(身受: 몸의 느낌, 몸의 감수작용)라고 하는 것과 같다.

## 신수
신수(身受)는 신수(身受) · 심수(心受)의 2수(二受) 가운데 하나이다.  안식 · 이식 · 비식 · 설식 · 신식의 5식(五識)과 상응하는 수(受)의 마음작용을 말한다.

## 신식
부파불교의 설일체유부의 논서 《아비달마품류족론》 제3권에 따르면,
신식(身識)은 식(識), 즉 마음, 즉 안식(眼識) · 이식(耳識) · 비식(鼻識) · 설식(舌識) · 신식(身識) · 의식(意識)의 6식신(六識身) 가운데 하나로, 신근[身]과 촉경[觸]을 연(緣: 원인 또는 간접적 원인)으로 하여 생겨나는 신근의 인식[身識]을 말한다. 이 때 신근이 증상(增上) 즉 소의(所依)가 되고 촉경이 소연(所緣)이 된다. 신근에 의해 인식[識]되는 촉경에 대한[於身所識觸] 모든 이정당요별(已正當了別) 즉 과거의 요별[已了別] · 현재의 요별[正了別] · 미래의 요별[當了別]을 통칭하여 안식(眼識)이라 이름한다.

## 신실유
신실유(信實有) 즉 실유를 믿음 또는 실유를 믿는다는 것은 《성유식론》 제6권에서 설하고 있는 신(信) 즉 믿음의 마음작용의 3가지 측면 또는 유형인 신실유(信實有) · 신유덕(信有德) · 신유능(信有能) 가운데 하나이다.
《성유식론》에 따르면, 신실유(信實有) 즉 실유를 믿음 또는 실유를 믿는다는 것은 것은 일체법의 실제로 존재하는 참다운 사리(事理)를 깊이 믿고 인정하는 것[於諸法實事理中深信忍]을 말한다. 즉, 실유하는 사리(事理)에 깊이 계합하는 것을 말한다.
신(信) 즉 믿음에는 신실유(信實有) · 신유덕(信有德) · 신유능(信有能)의 3가지 측면이 있기 때문에, 신(信) 즉 믿음의 마음작용은 불신(不信)을  대치(對治)하며 세간과 출세간의 선(善)을 닦고 증득함을 좋아하고 즐기게[愛樂] 한다.

## 신업
신업(身業, 산스크리트어: kāya-karman, 팔리어: kāya-kamma)은 문자 그대로의 뜻은 '몸으로 짓는 업'으로, 신업(身業) · 구업(口業) · 의업(意業)의 3업(三業) 가운데 하나이며, 몸으로 짓는 온갖 동작 또는 행동을 말한다.

## 신유능
신유능(信有能) 즉 유능을 믿음 · 유능을 믿는다는 것 · 공능이 있음을 믿음 · 공능이 있음을 믿는다는 것 · 힘이 있음을 믿음 또는 힘이 있음을 믿는다는 것은 《성유식론》 제6권에서 설하고 있는 신(信) 즉 믿음의 마음작용의 3가지 측면 또는 유형인 신실유(信實有) · 신유덕(信有德) · 신유능(信有能) 가운데 하나이다.
《성유식론》에 따르면, 신유능(信有能) 즉 유능을 믿는다는 것 즉 공능이 있음을 믿는다는 것 즉 힘이 있음을 믿는다는 것은 것은 모든 세간 · 출세간의 선(善)이 능히 증득하고 능히 성취하게 하는 힘 즉 공능을 가지고 있다는 것을 깊이 믿어서 희망을 일으키는 것[一切世出世善深信有力能得能成起希望]을 말한다. 즉, 일체의 세간 · 출세간의 선(善)에 깊이 계합하는 것을 말한다.
신(信) 즉 믿음에는 신실유(信實有) · 신유덕(信有德) · 신유능(信有能)의 3가지 측면이 있기 때문에, 신(信) 즉 믿음의 마음작용은 불신(不信)을  대치(對治)하며 세간과 출세간의 선(善)을 닦고 증득함을 좋아하고 즐기게[愛樂] 한다.

## 신유덕
신유덕(信有德) 즉 유덕을 믿음 · 유덕을 믿는다는 것 · 덕이 있음을 믿음 또는 덕이 있음을 믿는다는 것은 《성유식론》 제6권에서 설하고 있는 신(信) 즉 믿음의 마음작용의 3가지 측면 또는 유형인 신실유(信實有) · 신유덕(信有德) · 신유능(信有能) 가운데 하나이다.
《성유식론》에 따르면, 신유덕(信有德) 즉 유덕을 믿는다는 것 즉 덕이 있음을 믿는다는 것은 것은 불 · 법 · 승 3보(三寶)의 참되고 청정한 덕을 깊이 믿고 좋아하는 것[於三寶真淨德中深信樂]을 말한다. 즉, 3보(三寶)의 참되고 청정한 덕에 깊이 계합하는 것을 말한다.
신(信) 즉 믿음에는 신실유(信實有) · 신유덕(信有德) · 신유능(信有能)의 3가지 측면이 있기 때문에, 신(信) 즉 믿음의 마음작용은 불신(不信)을  대치(對治)하며 세간과 출세간의 선(善)을 닦고 증득함을 좋아하고 즐기게[愛樂] 한다.

## 신중성
신중성(身重性)의 문자 그대로의 뜻은 '몸의 무거운 성질' 또는 '몸을 무겁게 하는 성질'로, 《아비달마구사론》에 따르면 신중성 즉 몸의 무거움은 번뇌성의 마음작용인 혼침(惛沈)의 본질적 성질[性]을 이루는 6가지 성질인 신중성(身重性: 몸이 무거움) · 심중성(心重性: 마음이 무거움) · 신무감임성(身無堪任性: 몸이 민활하지 못함) · 심무감임성(心無堪任性: 마음이 민활하지 못함) · 신혼침성(身惛沈性: 몸이 혼미하거나 침울함) · 심혼침성(心惛沈性: 마음이 혼미하거나 침울함) 가운데 하나이다. 신중성(身重性) 즉 몸이 무겁다는 것은 실제로는 전5식이 무거운 것을 달리 표현한 것으로, 이것은 전5식과 상응하는 수(受)의 마음작용을 신수(身受: 몸의 느낌, 몸의 감수작용)라고 하는 것과 같다.

## 신촉
신촉(身觸)은 안촉(眼觸) · 이촉(耳觸) · 비촉(鼻觸) · 설촉(舌觸) · 신촉(身觸) · 의촉(意觸)의 6촉(六觸) 가운데 하나이다. 신촉신(身觸身)이라고도 한다.
부파불교의 설일체유부의 논서 《아비달마품류족론》 제3권에 따르면,
신촉(身觸)은 신근[身]과 촉경[觸]을 연(緣: 원인 또는 간접적 원인)으로 하여 신식(身識)이 생겨날 때의 신근 · 촉경 · 신식의 3화합(三和合)으로 인한 촉[三和合故觸]이다. 이 때 신근이 증상(增上) 즉 소의(所依)가 되고 촉경이 소연(所緣)이 된다. 신근에 의해 인식[識]되는 촉경에 대한[於身所識觸] 모든 촉(觸: 3화합) · 등촉(等觸: 평등한 3화합) · 촉성(觸性: 3화합의 성질) · 등촉성(等觸性: 평등한 3화합의 성질) · 이촉(已觸: 과거의 3화합) · 촉류(觸類: 3화합의 등류)를 통칭하여 신촉(身觸)이라 이름한다.

## 신촉소생사
부파불교의 설일체유부의 논서 《아비달마품류족론》 제3권에 따르면,
신촉소생사(身觸所生思)는 신근[身]과 촉경[觸]을 연(緣: 원인 또는 간접적 원인)으로 하여 신식(身識)이 생겨날 때, 신근 · 촉경 · 신식의 3화합(三和合)으로 인해 촉[三和合故觸]이 생겨남과 동시에 또한 이 촉(觸)이 연(緣: 원인 또는 간접적 원인)이 되어서 생겨나는 사(思)이다.
이 때 신근이 신촉소생사의 증상(增上) 즉 소의(所依)가 되고 촉경이 신촉소생사의 소연(所緣)이 된다. 신촉은 신촉소생사의 인(因: 직접적 원인)이 되고 집(集: 집기)이 되고 유(類: 등류)가 되고 생(生: 생겨나게 함, 생상)이 된다. 그리고 신촉소생사는 신촉소생작의(身觸所生作意) 즉  신촉으로 인해 생겨난 작의(作意)와 상응한다.
신근에 의해 인식[識]되는 촉경에 대한[於身所識觸] 모든 사(思: 심조작, 마음으로 짓고 만듦) · 등사(等思: 그 모두에 대한 심조작) · 증상등사(增上等思: 그 모두에 대한 뛰어난 심조작) · 이사(已思: 과거의 심조작) · 사류(思類: 심조작의 등류) · 심작의업(心作意業: 마음으로 의업을 지음)을 통칭하여 신촉소생사(身觸所生思)라 이름한다.

## 신촉소생애
신촉소생애(身觸所生愛)는 안촉소생애 · 이촉소생애 · 비촉소생애 · 설촉소생애 · 신촉소생애 · 의촉소생애의 6애신(六愛身) 가운데 하나이다.
부파불교의 설일체유부의 논서 《아비달마품류족론》 제3권에 따르면,
신촉소생애(身觸所生愛)는 신근[身]과 촉경[觸]을 연(緣: 원인 또는 간접적 원인)으로 하여 신식(身識)이 생겨날 때, 신근 · 촉경 · 신식의 3화합(三和合)으로 인해 촉[三和合故觸]이 생겨나고 그런 후 이 촉(觸)이 연(緣: 원인 또는 간접적 원인)이 되어서 생겨나는 애(愛)이다.
이 때 신근이 신촉소생애의 증상(增上) 즉 소의(所依)가 되고 촉경이 신촉소생애의 소연(所緣)이 된다.
신근에 의해 인식[識]되는 촉경에 대한[於身所識觸] 모든 탐(貪) · 등탐(等貪) · 집장(執藏) · 방호(防護) · 탐착(耽著) · 애락(愛樂)을 통칭한다. 즉, 촉각적 대상에 대한 탐(貪) · 그 모두에 대한 탐[等貪] · 꽉 쥐어서 간직함[執藏] · 빼앗기지 않기 위해 막아 수호함[防護] · 빠져서 들러붙음[耽著] · 갈망하며 좋아함[愛樂]의 마음작용을 통칭하여 신촉소생애(身觸所生愛)라 이름한다.

## 신표업
신표업(身表業)은 신업(身業) · 어업(語業) · 의업의 3업(三業)을 세분한, 부파불교의 설일체유부에서 세운 신표업(身表業) · 신무표업(身無表業) · 어표업(語表業) · 어무표업(語無表業) · 의업(意業)의 5업(五業) 또는 대승불교의 유식유가행파에서 가법으로 세운 신표업(身表業) · 신무표업(身無表業) · 어표업(語表業) · 어무표업(語無表業) · 의표업(意表業) · 의무표업(意無表業)의 6업(六業) 가운데 하나이다.
신표업은 몸으로 짓거나 나타내는 온갖 동작 또는 행위를 말한다.
악한 신표업[惡身表業] 또는 포악한 신표업[暴惡身表業]은 몽둥이를 잡고서 마음에 거슬리는 사람을 때리는 것 등을 말한다. 즉, 물리적 폭력을 행사하는 것을 말한다. 이러한 행위 즉 물리적 폭력을 전통적인 용어로 집장(執仗: 문자 그대로는, 몽둥이를 잡음)이라고 한다. 《성유식론》 제6권에 따르면, 수번뇌심소 가운데 하나인 분(忿)의 본질적 작용은 불분(不忿) 즉 분노하지 않음을 장애하여 집장(執仗)하게 하는 것, 즉 포악한 신표업을 일으키게 하는 것이다. 이러한 이유로, 분(忿)의 마음작용과 상응한 상태에서는 포악한 신표업을 짓는 경우가 많다. 즉 물리적 폭력을 행사하는 경우가 많다.

## 신혼침성
신혼침성(心惛沈性)의 문자 그대로의 뜻은 '몸의 혼미하거나 침울한 성질' 또는 '몸을 혼미하게 하거나 침울하게 하는 성질'로, 《아비달마구사론》에 따르면 신혼침성은 번뇌성의 마음작용인 혼침(惛沈)의 본질적 성질[性]을 이루는 6가지 성질인 신중성(身重性: 몸이 무거움) · 심중성(心重性: 마음이 무거움) · 신무감임성(身無堪任性: 몸이 민활하지 못함) · 심무감임성(心無堪任性: 마음이 민활하지 못함) · 신혼침성(身惛沈性: 몸이 혼미하거나 침울함) · 심혼침성(心惛沈性: 마음이 혼미하거나 침울함) 가운데 하나이다. 신혼침성(心惛沈性) 즉 몸이 혼미하거나 침울하다는 것은 실제로는 전5식이 혼미하거나 침울하다는 것을 달리 표현한 것으로, 이것은 전5식과 상응하는 수(受)의 마음작용을 신수(身受: 몸의 느낌, 몸의 감수작용)라고 하는 것과 같다.

## 실
1. 실(實)은 진실(眞實)하고 불멸(不滅)하다는 것을 뜻한다.
2. 실(實)은 영원(永遠)하고 궁극적(窮極的, 究極的)이라는 것을 뜻한다.
3. 실(實)은 일시적인 방편을 뜻하는 권(權)에 상대되는 말로, 불변의 진실(眞實)을 뜻한다. 예를 들어, 권실(權實), 권대승(權大乘), 실대승(實大乘) 등은 이러한 뜻이다.
4. 실(實)은 인과법과 4성제를 비롯한, 일체의 법(法)의 참다운 도리를 말한다. 즉, 일체법의 참다운 사(事, 현상)와 이(理, 본질)를 말한다.
5. 실(實)은 실유(實有: 참으로 존재함, 참다운 도리가 존재함)를 뜻한다. 즉, 인과법과 4성제를 비롯한, 일체의 법(法)의 참다운 도리가 존재한다는 것을 말한다. 달리 말하면, 일체법의 참다운 사(事, 현상)와 이(理, 본질)가 존재한다는 것을 말한다.

## 실념
실념(失念, 산스크리트어: muṣitasmṛtitā)은 망념(忘念)이라도 하며,
염오념(染污念)을 말한다. 즉 번뇌에 물들어 흐려진 상태의 염(念)을 말한다.

## 실라벌
실라벌(室羅筏) 또는 실라벌실저(室羅伐悉底)는 슈라바스티(산스크리트어: Śrāvastī) 즉 사위성(舍衛城) 또는 사위국(舍衛國)의 다른 말이다.

## 실라벌실저
실라벌실저(室羅伐悉底) 똔는 실라벌(室羅筏)은 슈라바스티(산스크리트어: Śrāvastī) 즉 사위성(舍衛城) 또는 사위국(舍衛國)의 다른 말이다.

## 실성
실성(實性)은 진실한 자성 · 진실한 성품 · 참된 성질  · 참된 성품 · 실제 성질 또는 실제 성품이라는 뜻으로, 모든 법[諸法]의 실제 성질을 말하며, 진여(眞如)의 다른 말이다. 또한 유식유가행파의 용어로는 원성실성(圓成實性)이라고도 한다.
《인왕경》 상권에서는 실성(實性)에 대해 다음과 같이 말하고 있다.
 諸法實性，清淨平等，非有非無。

 
모든 법의 진실한 성품은 청정하고 평등하여 있는 것[有]도 아니요 없는 것[無]도 아니다.
 — 《인왕경》 상권 〈2. 관여래품(觀如來品)〉. 한문본 & 한글본
《유가사지론》 제93권에서는 실성(實性)에 대해 다음과 같이 말하고 있다.
 非無因性故。名如性。非不如性如實因性故。名實性。如實果性故。名諦性。所知實性故。名真性。

 
원인이 없는 성질[無因性]이 아니므로 여성(如性)이라고 이름한다.

불여성(不如性: 원인이 없는 성질)이 아니며 여실한 원인의 성질[如實因性]이므로 실성(實性)이라고 이름한다.

여실한 결과의 성질[如實果性]이므로 제성(諦性)이라고 이름한다.

알아야 할 바의 실성(實性)이므로 진성(眞性)이라고 이름한다.
 — 《유가사지론》 제93권. 한문본 & 편집자 번역

## 참고 문헌
- 이 문서에는 다음커뮤니케이션(현 카카오)에서 GFDL 또는 CC-SA 라이선스로 배포한 글로벌 세계대백과사전의 내용을 기초로 작성된 글이 포함되어 있습니다.
- 가전연자 지음, 승가제바·축불념 한역, 권오민 번역 (K.943, T.1543). 《아비담팔건도론》. 한글대장경 검색시스템 - 전자불전연구소 / 동국역경원. K.943(24-695), T.1543(26-771).
- 고려대장경연구소. 《고려대장경 전자 불교용어사전》. 고려대장경 지식베이스 / (사)장경도량 고려대장경연구소.
- 고익진 (1989). 《한국 고대 불교 사상사》. 동국대학교 출판부.
- 곽철환 (2003). 《시공 불교사전》. 시공사 / 네이버 지식백과.
- 구나발타라(求那跋陀羅) 한역 (K.650, T.99). 《잡아함경》. 한글대장경 검색시스템 - 전자불전연구소 / 동국역경원. K.650(18-707), T.99(2-1).
- 구나발타라 한역, 번역자 미상 (K.54, T.353). 《승만경》. 한글대장경 검색시스템 - 전자불전연구소 / 동국역경원. K.54(6-1361), T.353(12-217).
- 구마라습 한역, 차차석 번역 (K.991, T.614). 《좌선삼매경》. 한글대장경 검색시스템 - 전자불전연구소 / 동국역경원. K.991(30-128), T.614(15-269).
- 권오민 (1991). 《경량부철학의 비판적 체계 연구》. 동국대학원 철학박사 학위논문.
- 권오민 (2003). 《아비달마불교》. 민족사.
- 담무참 한역, 번역자 미상 (K.105, T.374). 《대반열반경》. 일명 《북본열반경》. 한글대장경 검색시스템 - 전자불전연구소 / 동국역경원. K.105(9-1), T.374(12-365).
- 목건련 지음, 현장 한역, 송성수 번역 (K.945, T.1537). 《아비달마법온족론》. 한글대장경 검색시스템 - 전자불전연구소 / 동국역경원. K.945(24-1091), T.1537(26-453).
- 무착 지음, 바라파밀다라 한역, 이영무 번역 (K.586, T.1604). 《대승장엄경론》. 한글대장경 검색시스템 - 전자불전연구소 / 동국역경원. K.586(16-843), T.1604(31-589).
- 무착 지음, 현장 한역 (K.571, T.1602). 《현양성교론》. 한글대장경 검색시스템 - 전자불전연구소 / 동국역경원. K.571(16-1), T.1602(31-480).
- 무착 지음, 현장 한역, 이한정 번역 (K.572, T.1605). 《대승아비달마집론》. 한글대장경 검색시스템 - 전자불전연구소 / 동국역경원. K.572(16-157), T.1605(31-663).
- 미륵 지음, 현장 한역, 강명희 번역 (K.614, T.1579). 《유가사지론》. 한글대장경 검색시스템 - 전자불전연구소 / 동국역경원. K.570(15-465), T.1579(30-279).
- 법구 지음, 승가발마 등 한역, 김형준 번역 (K.960, T.1552). 《잡아비담심론》. 한글대장경 검색시스템 - 전자불전연구소 / 동국역경원. K.960(28-391), T.1552(28-869).
- 법승 지음, 승가제바·혜원 한역, 김재천 번역 (K.959, T.1550). 《아비담심론》. 한글대장경 검색시스템 - 전자불전연구소 / 동국역경원. K.959 (28-355), T.1550 (28-809).
- 법장 술, 노혜남 번역 (K.1513, T.1733). 《화엄경탐현기》. 한글대장경 검색시스템 - 전자불전연구소 / 동국역경원. K.1513(47-458), T.1733(35-107).
- 불타야사·축불념 한역, 번역자 미상 (K.647, T.1). 《장아함경》. 한글대장경 검색시스템 - 전자불전연구소 / 동국역경원. K.647(17-815), T.1(1-1).
- 사리자 설, 현장 한역, 송성수 번역 (K.946, T.1536). 《아비달마집이문족론》. 한글대장경 검색시스템 - 전자불전연구소 / 동국역경원. K.946(24-1183), T.1536(26-367).
- 서정형 (2004). 《나가르주나 『중론』(해제)》. 서울대학교 철학사상연구소 / 네이버 지식백과.
- 서정형 (2004b). 《『밀린다팡하』(해제)》. 서울대학교 철학사상연구소 / 네이버 지식백과.
- 세우 지음, 구나발타라·보리야사 한역, 송성수 번역 (K.950, T.1541). 《중사분아비담론》. 한글대장경 검색시스템 - 전자불전연구소 / 동국역경원. K.950(25-271), T.1541(26-627).
- 세우 지음, 현장 한역, 송성수 번역 (K.949, T.1542). 《아비달마품류족론》. 한글대장경 검색시스템 - 전자불전연구소 / 동국역경원. K.949(25-149), T.1542(26-692).
- 세친 지음, 현장 한역, 권오민 번역 (K.955, T.1558). 《아비달마구사론》. 한글대장경 검색시스템 - 전자불전연구소 / 동국역경원. K.955(27-453), T.1558(29-1).
- 세친 지음, 현장 한역, 김묘주 번역 (K.594, T.1597). 《섭대승론석》. 한글대장경 검색시스템 - 전자불전연구소 / 동국역경원. K.594(17-76), T.1597(31-321).
- 세친 지음, 현장 한역, 송성수 번역 (K.618, T.1612). 《대승오온론》. 한글대장경 검색시스템 - 전자불전연구소 / 동국역경원. K.618(17-637), T.1612(31-848).
- 세친 지음, 현장 한역, 송성수 번역 (K.644, T.1614). 《대승백법명문론》. 한글대장경 검색시스템 - 전자불전연구소 / 동국역경원. K.644(17-808), T.1614(31-855).
- 승가제바(僧伽提婆) 한역. 《중아함경》. 한글대장경 검색시스템 - 전자불전연구소 / 동국역경원.
- 안혜 지음, 지바하라 한역, 조환기 번역 (K.619, T.1613). 《대승광오온론》. 한글대장경 검색시스템 - 전자불전연구소 / 동국역경원. K.619(17-641), T.1613(31-850).
- 안혜 지음, 현장 한역, 이한정 번역 (K.576, T.1605). 《대승아비달마잡집론》. 한글대장경 검색시스템 - 전자불전연구소 / 동국역경원. K.576(16-228), T.1606(31-694).
- 오백 아라한 지음, 현장 한역, 송성수 번역 (K.952, T.1545). 《아비달마대비바사론》. 한글대장경 검색시스템 - 전자불전연구소 / 동국역경원. K.952(26-1,27-1), T.1545(27-1).
- 운월 (2005). 《근본불교의 수행체계에 대하여》. 한국선학회.
- 운허.  동국역경원 편집, 편집. 《불교 사전》.
- 용수 지음, 구마라습 한역, 김성구 번역 (K.549, T.1509). 《대지도론》. 한글대장경 검색시스템 - 전자불전연구소 / 동국역경원. K.549(14-493), T.1509(25-57).
- 용수 지음, 구마라습 한역, 박인성 번역 (K.577, T.1564). 《중론》. 한글대장경 검색시스템 - 전자불전연구소 / 동국역경원. K.577(16-350), T.1564(30-1).
- 제바설마 지음, 현장 한역, 송성수 번역 (K.947, T.1539). 《아비달마식신족론》. 한글대장경 검색시스템 - 전자불전연구소 / 동국역경원. K.947 (25-1), T.1539 (26-531).
- 중현 지음, 현장 한역, 권오민 번역 (K.956, T.1562). 《아비달마순정리론》. 한글대장경 검색시스템 - 전자불전연구소 / 동국역경원. K.956(27-680), T.1562(29-329).
- 중현 지음, 현장 한역, 권오민 번역 (K.957, T.1563). 《아비달마장현종론》. 한글대장경 검색시스템 - 전자불전연구소 / 동국역경원. K.957(28-1), T.1563(29-777).
- 축불념 한역, 노혜능 번역 (K.530, T.1485). 《보살영락본업경》. 한글대장경 검색시스템 - 전자불전연구소 / 동국역경원. K.530(14-374), T.1485(24-1010).
- 최봉수 (1999). 〈색온에서의 색의 의미 - 구사론과 청정도론의 색온론을 비교하여〉. 《불교학보》.
- 현장 한역, 김달진 번역 (K.154, T.676). 《해심밀경》. 한글대장경 검색시스템 - 전자불전연구소 / 동국역경원. K.154(10-709), T.676(16-688).
- 호법 등 지음, 현장 한역, 김묘주 번역 (K.614, T.1585). 《성유식론》. 한글대장경 검색시스템 - 전자불전연구소 / 동국역경원. K.614(17-510), T.1585(31-1).
- 황욱 (1999). 《무착[Asaṅga]의 유식학설 연구》. 동국대학원 불교학과 박사학위논문.
- (영어) Bodhi, Bhikkhu (trans.) (2000). 《The Connected Discourses of the Buddha: A Translation of the Samyutta Nikaya》. Boston: Wisdom Publications. ISBN 0-86171-331-1.
- (영어) Dawson, John (1888). 《A Classical Dictionary Of Hindu Mythology And Religion Geography History And Literature》. London: Trübner.
- (영어) DDB. 《Digital Dictionary of Buddhism (電子佛教辭典)》. Edited by A. Charles Muller.
- (영어) Macdonell, Arthur Anthony (1929). 《A practical Sanskrit dictionary with transliteration, accentuation, and etymological analysis throughout》. London: Oxford University Press.
- (영어) Gethin, R.M.L. (1992). 《The Buddhist Path to Awakening: A Study of the Bodhi-Pakkhiyā Dhammā》. Leiden: E.J. Brill. ISBN 90-04-09442-3.
- (영어) Rhys Davids, Caroline A.F. ([1900], 2003). 《Buddhist Manual of Psychological Ethics, of the Fourth Century B.C., Being a Translation, now made for the First Time, from the Original Pāli, of the First Book of the Abhidhamma-Piṭaka, entitled Dhamma-Saṅgaṇi (Compendium of States or Phenomena)》. Whitefish, MT: Kessinger Publishing. ISBN 0-7661-4702-9.
- (영어) Sanskrit and Tamil Dictionaries. 《Cologne Digital Sanskrit Dictionaries》. Institute of Indology and Tamil Studies, Cologne University (www.sanskrit-lexicon.uni-koeln.de).
- (영어) Rhys Davids, T.W. & William Stede (eds.) (1921-5). 《The Pali Text Society's Pali–English Dictionary》. Chipstead: Pali Text Society.
- (영어) Thanissaro Bhikkhu (1996, 1998). 《Wings to Awakening》. Retrieved 2008-07-07 from "Access to Insight" at http://www.accesstoinsight.org/lib/authors/thanissaro/wings/index.html.
- (중국어) 가다연니자 조, 현장 한역 (T.1544). 《아비달마발지론(阿毘達磨發智論)》. 대정신수대장경. T26, No. 1544, CBETA.
- (중국어) 가전연자 지음, 승가제바·축불념 한역 (T.1543). 《아비담팔건도론(阿毘曇八犍度論)》. 대정신수대장경. T26, No. 1543, CBETA.
- (중국어) 구나발타라(求那跋陀羅) 한역 (T.99). 《잡아함경(雜阿含經)》. 대정신수대장경. T2, No. 99, CBETA.
- (중국어) 구나발타라 한역 (T.353). 《승만경(勝鬘經)》. 대정신수대장경. T12, No. 353, CBETA.
- (중국어) 구마라습 한역 (T.614). 《좌선삼매경(坐禪三昧經)》. 대정신수대장경. T15, No. 614, CBETA. }
- (중국어) 규기 찬 (T.1830). 《성유식론술기(成唯識論述記)》. 대정신수대장경. T43, No. 1830, CBETA.
- (중국어) 규기 찬 (T.1861). 《대승법원의림장(大乘法苑義林章)》. 대정신수대장경. T45, No. 1861, CBETA.
- (중국어) 길장 찬 (T.1744). 《승만보굴(勝鬘寶窟)》. 대정신수대장경. T37, No. 1744, CBETA.
- (중국어) 담무참 한역 (T.374). 《대반열반경(大般涅槃經)》. 일명 《북본열반경》. 대정신수대장경. T12, No. 374, CBETA.
- (중국어) 목건련 조, 현장 한역 (T.1537). 《아비달마법온족론(阿毘達磨法蘊足論)》. 대정신수대장경. T26, No. 1537, CBETA.
- (중국어) 무착 조, 바라파밀다라 한역 (T.1604). 《대승장엄경론(大乘莊嚴經論)》. 대정신수대장경. T31, No. 1604, CBETA.
- (중국어) 무착 조, 현장 한역 (T.1602). 《현양성교론(顯揚聖教論)》. 대정신수대장경. T31, No. 1602, CBETA.
- (중국어) 무착 조, 현장 한역 (T.1605). 《대승아비달마집론(大乘阿毘達磨集論)》. 대정신수대장경. T31, No. 1605, CBETA.
- (중국어) 미륵 조, 현장 한역 (T.1579). 《유가사지론(瑜伽師地論)》. 대정신수대장경. T30, No. 1579. CBETA.
- (중국어) 법구 조, 승가발마 등 한역 (T.1552). 《잡아비담심론(雜阿毘曇心論)》. 대정신수대장경. T28, No. 1552, CBETA.
- (중국어) 법승 조, 승가제바·혜원 한역 (T.1550). 《아비담심론(阿毘曇心論)》. 대정신수대장경. T28, No. 1550, CBETA.
- (중국어) 법운 편찬 (T.2131). 《번역명의집(翻譯名義集)》. 대정신수대장경. T54, No. 2131, CBETA.
- (중국어) 법장 술 (T.1733). 《화엄경탐현기(華嚴經探玄記)》. 대정신수대장경. T35, No. 1733, CBETA.
- (중국어) 佛門網. 《佛學辭典(불학사전)》.
- (중국어) 불타야사·축불념 한역 (T.1). 《장아함경(長阿含經)》. 대정신수대장경. T1, No. 1, CBETA. }
- (중국어) 사리자 설, 현장 한역 (T.1536). 《아비달마집이문족론(阿毘達磨集異門足論)》. 대정신수대장경. T26, No. 1536, CBETA.
- (중국어) 색건타라 조, 현장 한역 (T.1554). 《입아비달마론(入阿毘達磨論)》. 대정신수대장경. T28, No. 1554, CBETA. }
- (중국어) 星雲. 《佛光大辭典(불광대사전)》 3판.
- (중국어) 세우 조, 구나발타라·보리야사 한역 (T.1541). 《중사분아비담론(眾事分阿毘曇論)》. 대정신수대장경. T26, No. 1541, CBETA.
- (중국어) 세우 조, 현장 한역 (T.1542). 《아비달마품류족론(阿毘達磨品類足論)》. 대정신수대장경. T26, No. 1542, CBETA.
- (중국어) 세친 조, 진제 한역 (T.1559). 《아비달마구사석론(阿毘達磨俱舍釋論)》. 대정신수대장경. T29, No. 1559, CBETA.
- (중국어) 세친 조, 현장 한역 (T.1558). 《아비달마구사론(阿毘達磨俱舍論)》. 대정신수대장경. T29, No. 1558, CBETA.
- (중국어) 세친 조, 현장 한역 (T.1597). 《섭대승론석(攝大乘論釋)》. 대정신수대장경. T31, No. 1597, CBETA.
- (중국어) 세친 조, 현장 한역 (T.1612). 《대승오온론(大乘五蘊論)》. 대정신수대장경. T31, No. 1612, CBETA.
- (중국어) 세친 조, 현장 한역 (T.1614). 《대승백법명문론(大乘百法明門論)》. 대정신수대장경. T31, No. 1614, CBETA.
- (중국어) 세친 조, 현장 한역, 규기 주해 (T.1836). 《대승백법명문론해(大乘百法明門論解)》. 대정신수대장경. T44, No. 1836_, CBETA.
- (중국어) 승가제바(僧伽提婆) 한역 (T.26). 《중아함경(中阿含經)》. 대정신수대장경. T1, No. 26, CBETA.
- (중국어) 阿含辭典. 《阿含辭典(아함사전)》.
- (중국어) 안혜 조, 지바하라 한역 (T.1613). 《대승광오온론(大乘廣五蘊論)》. 대정신수대장경. T31, No. 1613, CBETA.
- (중국어) 안혜 조, 현장 한역 (T.1606). 《대승아비달마잡집론(大乘阿毘達磨雜集論)》. 대정신수대장경. T31, No. 1606, CBETA.
- (중국어) 연수 편찬 (T.2016). 《종경록(宗鏡錄)》. 대정신수대장경. T48, No. 2016, CBETA.
- (중국어) 오백 아라한 조, 현장 한역 (T.1545). 《아비달마대비바사론(阿毘達磨大毘婆沙論)》. 대정신수대장경. T27, No. 1545, CBETA.
- (중국어) 용수 조, 구마라습 한역 (T.1509). 《대지도론(大智度論)》. 대정신수대장경. T25, No. 1509, CBETA. }
- (중국어) 용수 조, 구마라습 한역 (T.1564). 《중론(中論)》. 대정신수대장경. T30, No. 1564, CBETA.
- (중국어) 원측 찬 (X.369). 《해심밀경소(解深密經疏)》. 만신찬속장경. X21, No. 369, CBETA.
- (중국어) 원휘(圓暉) (T.1823). 《구사론송소론본(俱舍論頌疏論本)》. 대정신수대장경. T41, No. 1823, CBETA.
- (중국어) 丁福保. 《佛學大辭典(불학대사전)》. 一行佛學辭典搜尋.
- (중국어) 제관 록 (T.1931). 《천태사교의(天台四教儀)》. 대정신수대장경. T46, No. 1931, CBETA.
- (중국어) 제바설마 조, 현장 한역 (T.1539). 《아비달마식신족론(阿毘達磨識身足論)》. 대정신수대장경. T26, No. 1539, CBETA.
- (중국어) 중현 조, 현장 한역 (T.1562). 《아비달마순정리론(阿毘達磨順正理論)》. 대정신수대장경. T29, No. 1562, CBETA.
- (중국어) 중현 조, 현장 한역 (T.1563). 《아비달마장현종론(阿毘達磨藏顯宗論)》. 대정신수대장경. T29, No. 1563, CBETA.
- (중국어) 지의 설, 관정 록 (T.1783). 《금광명경현의(金光明經玄義)》. 대정신수대장경. T39, No. 1783, CBETA. }
- (중국어) 지의 설, 법신 기 (T.1916). 《석선바라밀차제법문(釋禪波羅蜜次第法門)》. 대정신수대장경. T46, No. 1916, CBETA.
- (중국어) 축불념 한역 (T.1485). 《보살영락본업경(菩薩瓔珞本業經)》. 대정신수대장경. T24, No. 1485, CBETA.
- (중국어) 현장 한역 (T.1563). 《해심밀경(解深蜜經)》. 대정신수대장경. T16, No. 676, CBETA.
- (중국어) 혜원 찬 (T.1851). 《대승의장(大乘義章)》. 대정신수대장경. T44, No. 1851, CBETA.
- (중국어) 호법 등 지음, 현장 한역 (T.1585). 《성유식론(成唯識論)》. 대정신수대장경. T31, No. 1585, CBETA.